# Rudgea marcano-bertii
Rudgea marcano-bertii är en måreväxtart som beskrevs av Julian Alfred Steyermark. Rudgea marcano-bertii ingår i släktet Rudgea och familjen måreväxter. Inga underarter finns listade i Catalogue of Life.